# レビー小体

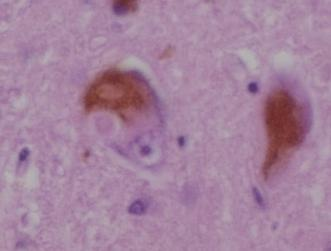
中心の褐色のところはメラニン色素でそのすぐ下にある薄いピンク色をした同心円状の構造物がレビー小体

レビー小体（レビーしょうたい、Lewy body）とは、神経細胞の内部に見られる異常な円形状の構造物（封入体）である。ドイツ生まれの神経学者であるフレデリック・レビー(Frederic H. Lewy)によって初めて発見された。
レビー小体は主にα-シヌクレインでできており、一部のパーキンソン病などとの関連も指摘されている。

## 概要

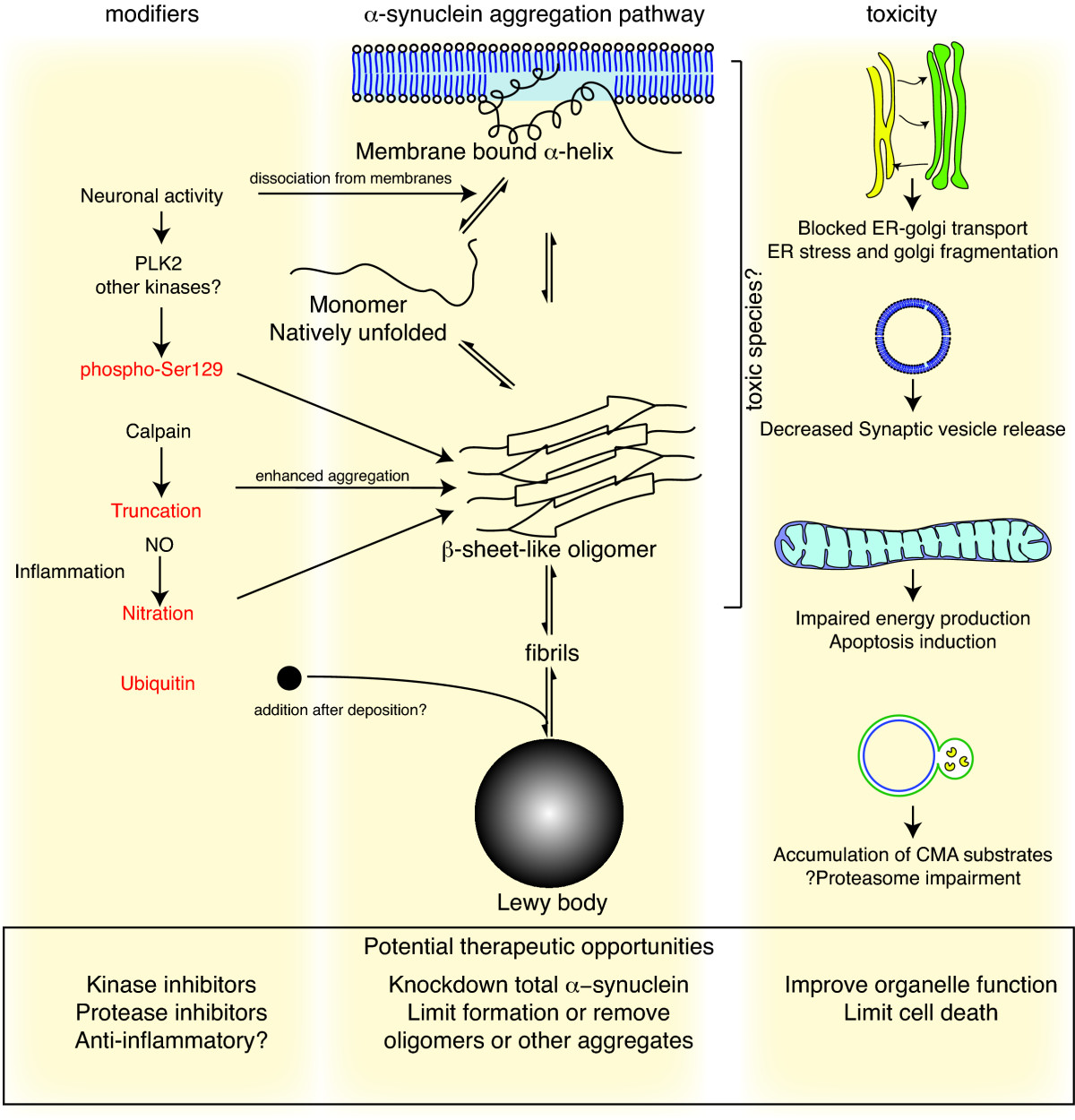
2009年現在、想定されているレビー小体形成の形成機序とその毒性を表したもの。

レビー小体は、中枢および末梢の神経細胞に出現する円形・好酸性の細胞質封入体で、染色すると中心部の芯(core)は濃く染まり周辺部の暈輪(うんりん)(halo)は明るく見える。電子顕微鏡では、中心部に緻密物質、周囲に放射状の細線維が認められる。物質構成としては、α-シヌクレインと、それに結合するユビキチン・ニューロフィラメントタンパク質・α-Bクリスタリンといったタンパク質から成る。レビー小体は、ドーパミン、ノルアドレナリン、セロトニン、アセチルコリンを分泌する神経細胞に好発するが、詳しい出現機序はよくわかっていない。

## 関連する病気
レビー小体が関係する病気としては、パーキンソン病、レビー小体型認知症（DLB）がある。パーキンソン病では、中脳の黒質緻密質のドーパミン神経が変性脱落したところにレビー小体ができる。その他、青斑核、迷走神経背側核、末梢の自律神経節にも好発する。一方、レビー小体型認知症では、大脳皮質やマイネルト核にもレビー小体が広く見られる。

## レビー小体の進行
近年病理学的観察から、ドイツの病理学者であるハイコ・ブラークによりα-シヌクレインの蓄積が嗅球、延髄から始まり、徐々に上行して中脳に至り、最終的には大脳皮質に達するという仮説（ブラークの仮説）が提唱され、議論されている。